# Thecla deborrei
Thecla deborrei är en fjärilsart som beskrevs av Jean-Baptiste Capronnier 1874. Thecla deborrei ingår i släktet Thecla och familjen juvelvingar. Inga underarter finns listade i Catalogue of Life.